# Fagraea calcarea
Fagraea calcarea là một loài thực vật có hoa trong họ Long đởm. Loài này được M.R.Hend. mô tả khoa học đầu tiên năm 1933.